# Taki (Giappone)
Taki (多気町?) è una cittadina giapponese della prefettura di Mie.